# Nakum
 (janvier 2012).
Nakum ("maison des gourdes" en maya yucatèque) est une cité et un ancien site cérémoniel situé dans le département du  Petén au Guatemala. 
Elle se trouve à 17 kilomètres au nord de Yaxha et à 20 kilomètres à l'est de Tikal, sur les rives de la rivière Holmul.
La région nord du Petén possède de nombreux sites Maya dont Nakum est un des trois sites qui forment le triangle de Yaxha-Nakum-Naranjo. 
L'attrait principal du site est l'abondance de bâtiments restaurés et le temple au sommet de la pyramide principale ; le mieux préservé en dehors de Tikal. Des indices prouvent que cette cité a été occupée dès la période préclassique tardive. Néanmoins l'âge d'or de Nakum se situe durant le classique terminal (du VIIIe au Xe siècle), en raison de sa position stratégique au nord de la rivière Holmul qui était une importante voie de communication et commerciale de cette époque. Tous les bâtiments visibles actuellement sont de cette époque, il y a 15 stèles, une structure A qui forme avec la structure C un complexe astronomique. La structure V est composée de voûtes et de murs droits. En dehors de Tikal, elle est le site maya classique qui possède le plus grand nombre d'inscriptions en écriture maya.

## Description et architecture du site
Le centre du site de Nakum peut être divisé en deux secteurs, un nord et un sud reliés par un sacbe (la chaussée de Périgny) long d'environ 250 mètres sur 30 mètres de large ; le secteur nord comprend beaucoup de bâtiments imposants mais il a été relativement peu fouillé. Le secteur sud est plus étalé et contient le bâtiment principal comprenant 11 patios et de nombreuses autres structures dont un « palais » de 44 pièces (connu sous le nom de bâtiment D). Au centre du complexe sud se trouve une autre acropole élevée d'où l'on peut voir tous les autres grands bâtiments. Cette acropole comprend un bâtiment connu sous le nom de structure Y dont la localisation laisse présumer qu'il est la résidence principale du dirigeant du site.
Le temple situé au sud du secteur au niveau de la place centrale de Nakum (temple A, B et C) forme un triangle pointant vers le nord. Comme à Tikal la place centrale de Nakum est orienté selon les points cardinaux et est située au sud où sont situés les palais de la cité. Comme c'est la place principale de la ville, il est possible que de la structure D (palais) les dirigeants et la famille régnante puissent observer les rituels et les représentations qui avaient lieu sur la place. À côté se trouve la place est(elle comprend le temple V) qui pour des raisons inconnues a été abandonné, comme le temple est situé à l'est, elle est liée à la divinité du soleil. Enfin la place sud (comprenant le temple U) est directement reliée à l'acropole principale.

## Découverte
Le site a été redécouvert en 1905 par Maurice de Périgny. Depuis de nombreuses missions archéologiques et de restauration se sont succédé. La première restauration officielle, effectuée par les autorités guatémaltèques, a eu lieu en 1990.